# Квинт Санквиний Максим
Квинт Санкви́ний Ма́ксим (лат. Quintus Sanquinius Maximus; умер в 47 году, Нижняя Германия, Римская империя) — политический деятель эпохи ранней Римской империи, консул-суффект 39 года.

## Биография

### Происхождение
Квинт принадлежал к неименитому плебейскому роду, однако, достоверные сведения о его происхождении в сохранившихся источниках отсутствуют. Впрочем, вполне возможно, что отцом будущего консула-суффекта был некий Квинт Санквиний, сын Квинта, из Стеллатинской трибы, последовательно занимавший должности квестора, народного трибуна, претора и проконсула во времена правления императора Августа. Кроме того, этот Квинт Санквиний-старший, по версии итальянского эпиграфиста А. Деграсси, мог приходиться отцом или старшим братом Марку Санквинию, сыну Квинта, который в 17 или 16 году до н. э. состоял в коллегии монетных триумвиров.

### Гражданско-политическая карьера
Первые упоминания о гражданско-политической деятельности Квинта, сохранившиеся в письменных источниках, относятся к 31 году, когда он вместе с неким Арузеем, действуя по инициативе префекта претория Луция Элия Сеяна, обвинил враждебного последнему консуляра Луция Аррунция в оскорблении величия. Однако, сам принцепс сената оправдал его, а доносчики понесли наказание. Согласно сообщению Корнелия Тацита, к тому времени Максим имел ранг консуляра, то есть до 31 года он уже занимал должность консула (возможно, консула-суффекта). В том же году он был защитником бывших консулов — Публия Меммия Регула и Луция Фульциния Триона, которые обвинялись в соучастии в заговоре Сеяна; впрочем, ему удалось спасти от гибели только первого из них.
В 39 году, в эпоху правления Калигулы, Максим находился на посту консула-суффекта совместно с Луцием Апронием Цезианом. Помимо того, в том же году он назначается префектом города Рима. На этой должности он находился вплоть до 41 года. Новый император, родной дядя Калигулы, Клавдий назначил Максима легатом-пропретором провинции Нижняя Германия, где Квинт и скончался в 47 году.